# Selmin Çalışkan

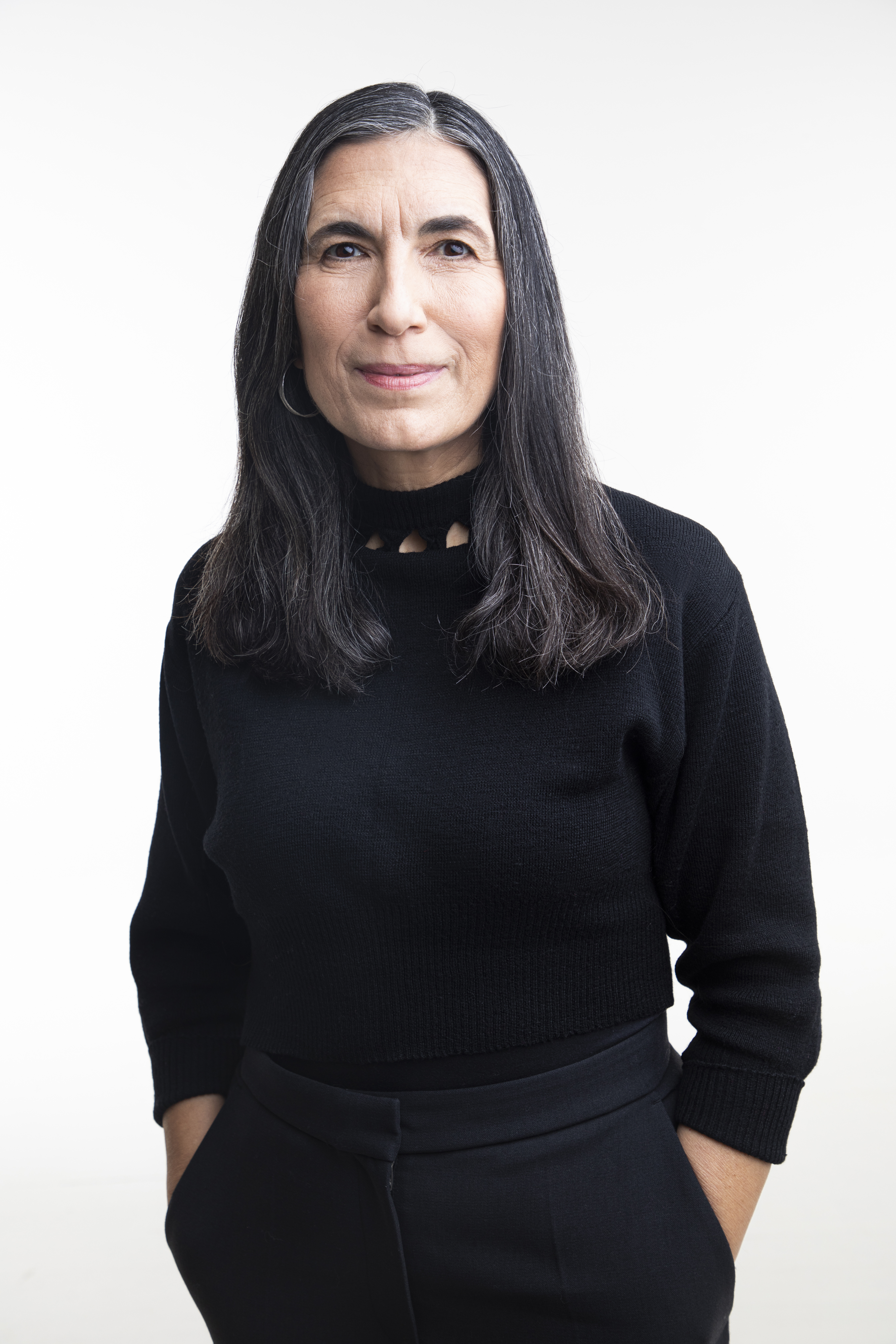
Selmin Çalışkan (2021)

Selmin Hava Çalışkan (* 5. Januar  1967 in Düren) ist seit 2019 die Direktorin für Institutionelle Beziehungen im Berliner Büro der Open Society Foundations. Von 2013 bis 2016 war sie die Generalsekretärin der deutschen Sektion von Amnesty International.

## Kindheit und Jugend
Selmin Çalışkan wuchs gemeinsam mit zwei Schwestern als Tochter türkischer Einwanderer der ersten Generation in Düren auf. Sie beobachtete als Kind Diskriminierungen, denen ihre Eltern ausgesetzt waren, und opponierte zugleich gegen die patriarchalisch geprägte Lebenswelt ihrer Herkunftsfamilie.

## Studium
Çalışkan absolvierte ein Übersetzungsstudium für Englisch und Spanisch.

## Berufsweg
Bereits als Jugendliche setzte sie sich für türkische Kinder und Migranten ein. Als junge Erwachsene engagierte sie sich gegen rechte Gewalt und schützte Flüchtlingsheime. In den 1990er Jahren zählten sie zu den Gründerinnen des Migrantinnentreffs Gülistan sowie des Mädchentreffs Azade in Bonn.
Nach ihrem Studium betreute sie bei der Diakonie in Wuppertal zunächst ein Projekt zur Öffnung des Altenhilfesystems für Zugewanderte, um dann von 2003 bis 2010 bei der Frauenrechtsorganisation medica mondiale tätig zu werden. Dort leitete sie die internationale Advocacy- und Vernetzungsarbeit von Frauenrechtsaktivistinnen in Afghanistan, dem Kosovo, der Demokratischen Republik Kongo und Liberia. Zudem befasste sie sich mit Peacekeeping, ziviler Konfliktbearbeitung, Transitional Justice und Entwicklungszusammenarbeit, ferner mit sexualisierter Kriegsgewalt.
2010 ging sie nach Kabul und arbeitete dort für die Gesellschaft für Internationale Zusammenarbeit. Von 2011 bis 2012 leitete sie bei European Women’s Lobby ein Projekt zur Gleichberechtigung von Migrantinnen in europäischen Arbeitsmärkten und zur Reform des Asylrechts der Europäischen Union. Außerdem baute sie ein europäisches Netzwerk für Migrantinnen mit auf (European Network of Migrant Women).
Von 2013 bis 2016 amtierte sie als Generalsekretärin der deutschen Sektion von Amnesty International. Zu den wichtigsten Themen ihrer Amtszeit zählten die Europäische Flüchtlingspolitik seit 2015, die Menschenrechtslage in der Türkei und die deutsche Asylpolitik. Weitere Arbeits- und Kampagnenschwerpunkt waren der Einsatz gegen Folter, gegen Racial Profiling im Polizeisystem und die Kritik der deutschen Rüstungsexport-Politik.
Seit Januar 2019 arbeitet Selmin Çalışkan als Direktorin für Institutionelle Beziehungen im Berliner Büro der Open Society Foundations (OSF). Zu ihren Aufgaben gehört der Aufbau von Beziehungen zur Politik, zu Medien, Stiftungen und zivilgesellschaftlichen Organisationen, nachdem das OSF-Europa-Büro 2018 von Budapest in die deutsche Hauptstadt verlegt wurde. In ihrem Amt setzte sie sich unter anderem für eine Stärkung und Förderung von zivilgesellschaftlichen Initiativen gegen rechtsextreme Gewalt und Gruppenbezogene Menschenfeindlichkeit ein sowie gegen Rassismus und Antisemitismus. Sie forderte außerdem die Reform von steuerlichen Vorschriften, die die politische Arbeit gemeinnütziger Organisationen erschweren beziehungsweise unterbinden. Zudem initiierte sie eine Studie mit, die zeigte, wo und wie Regierungen von EU-Staaten die COVID-19-Pandemie zur Einschränkungen von Grundrechten nutzten.

## Ehrenämter und Ehrungen
Im Zuge ihrer Advocacy- und politischen Arbeit wirkte und wirkt Selmin Çalışkan in Gremien mit. Dazu zählen der Beirat von Transparency International und der Beirat des Centre for Feminist Foreign Policy, ferner der Frauensicherheitsrat. 2017 erhielt sie den Soul of Stonewall Award in der Kategorie Lebenswerk.

## Privates
Çalışkan hat eine Tochter und lebt in Berlin.

## Werke
- zusammen mit Vivian Kube, Pauline Weller, Peter Matjašič: Shrinking Space in Deutschland, Shrinking Space in Europa. Warum die politisch aktive Zivilgesellschaft die Voraussetzung für eine starke Demokratie ist und was Deutschland jetzt tun muss um sie zu schützen. Gesellschaft für Freiheitsrechte e.V., Berlin 2020.
- Warum Frauen fliehen: Fluchtursachen, Fluchtbedingungen und politische Perspektiven. In: Heinrich-Böll-Stiftung (Hrsg.): Frauen und Flucht: Vulnerabilität – Empowerment – Teilhabe. Ein Dossier. Berlin März 2018, S. 10–19 (online [PDF]).
- Von Bosnien nach Afghanistan – 14 Jahre Arbeit mit kriegstraumatisierten Frauen und Mädchen. In: Ansgar Klein, Silke Roth (Hrsg.): NGOs im Spannungsfeld von Krisenprävention und Sicherheitspolitik (Bürgergesellschaft und Demokratie, Band 25), VS Verlag für Sozialwissenschaften, Wiesbaden 2007, S. 285–298, ISBN 978-3-531-15516-6.
- zusammen mit Karin Griese: Women Fighting Violence in War-Torn Societies. In: Development. Band 49, Nr. 1, 29. März 2006, S. 127–131, doi:10.1057/palgrave.development.1100215 (englisch).
- Frauen in die Sicherheitspolitik? Ein langer Weg. Schattenbericht zum Bericht der Bundesregierung Deutschlands über die Umsetzung der UN-Resolution 1325. In: Femina Politica. Band 14, Nr. 1, 2005, S. 105–109 (online [PDF]).
- Zwangsprostitution in Bosnien und im Kosovo – Die Arbeit von medica mondiale. In: Zwangsprostitution in Kriegs- und Friedenszeiten. Dokumentation der Tagung vom 11. Juni 2004 – veranstaltet vom Arbeitsbereich „Geschlechterforschung in der Erziehungswissenschaft / Gender Studies in Education“ am Fachbereich Erziehungswissenschaft und Psychologie der Freien Universität Berlin, S. 47–56.